# Carter Doctrine

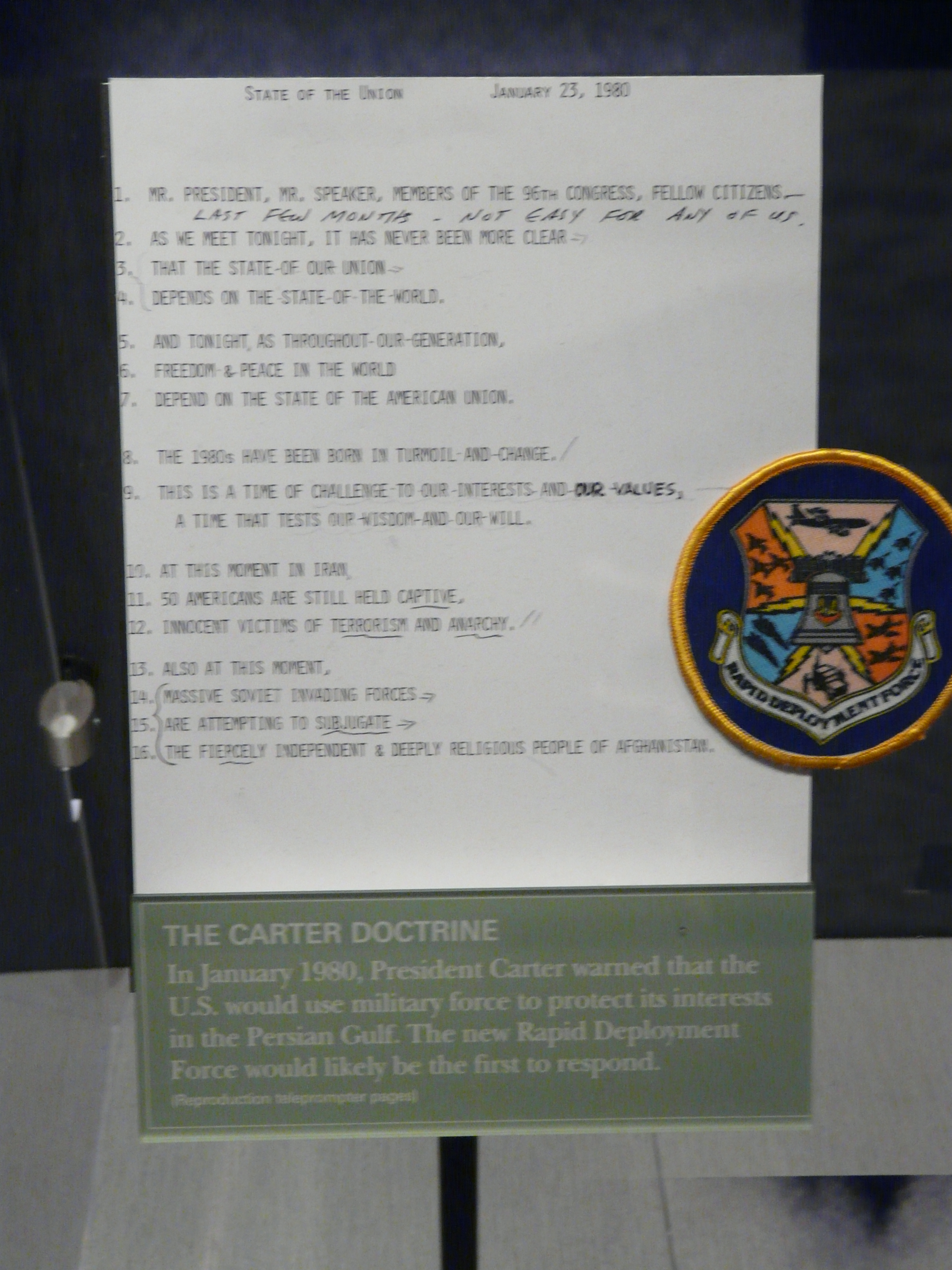
Document gerelateerd aan de Carter Doctrine

De Carter Doctrine was een beleid dat werd uitgeroepen door de President van de Verenigde Staten Jimmy Carter in zijn State of the Union op 23 januari 1980. Daarin liet hij weten dat de Verenigde Staten hun wapens zou gebruiken in de Perzische Golf als hun belangen in de regio in gevaar kwamen.
Het was een antwoord op de interventie van de Sovjet-Unie in Afghanistan in 1979 en had als doel om de Sovjet-Unie af te schrikken zijn invloed uit te spelen in de regio. De doctrine werd mede opgesteld door zijn Nationaal Veiligheidsadviseur Zbigniew Brzeziński.

## Achtergrond
De Perzische Golf werd voor het eerst gedurende de Tweede Wereldoorlog uitgeroepen als een regio van nationale interesse voor de Verenigde Staten. Aangezien Petroleum van essentieel belang is voor moderne legers, leverde de Verenigde Staten als de grootste olieproducent van de wereld de meeste olie aan de Geallieerden (Tweede Wereldoorlog). Veel Amerikaanse strategen waren bezorgd dat de oorlog de voorraden van het land zwaar zouden kunnen doen inkrimpen. Als oplossing zochten ze nauwe banden met Saoedi-Arabië, een koninkrijk met grote olie reserves. Op 16 februari, 1943 zei President Franklin Delano Roosevelt: "Het beschermen van Saoedi-Arabië is van vitaal belang voor de veiligheid van de Verenigde Staten". 
Op 15 februari 1945, toen hij terugkwam van de Conferentie van Jalta, had Roosevelt een ontmoeting met de Saudi koning Abdoel Aziz al Saoed bij het Suezkanaal. Het was de eerste keer dat een president van de V.S. een bezoek bracht aan de Perzische Golf. 
Gedurende de Koude Oorlog oorlog bleef de regio van vitaal belang voor de Verenigde Staten. Drie presidentiële doctrines, namelijk de Truman, Eisenhower en Nixon doctrines speelden een rol in de formulering van de Carter Doctrine. De Trumandoctrine, waarin staat dat de Verenigde Staten militaire ondersteuning zou sturen naar landen die werden bedreigd door het communisme van de Sovjet Unie. 
De Eisenhowerdoctrine op zijn beurt zorgde ervoor dat de V.S. zijn troepen kon sturen naar het Midden-Oosten om de bondgenoten van de V.S. te beschermen tegen de door de Sovjet-Unie gesteunde bedreigingen. 
in juli 1979, als antwoord op de nationale energiecrisis, gaf president Carter zijn "Crisis of Confidence"-speech. Hierin vroeg hij Amerikanen hun energieverbruik te verminderen om zo de Amerikaanse afhankelijkheid van buitenlandse olievoorraden te verminderen.

## Implementatie
Onder Carter werd de Rapid Deployment Force opgericht, deze zou uiteindelijk uitgroeien tot CENTCOM. Carter vroeg om het opnieuw opzetten van selective service registratie,  het verhogen van de militaire uitgaven en het uitbreiden van de vloot haar aanwezigheid  in de Perzische Golf en de Indische Oceaan.